# Schwimmenten

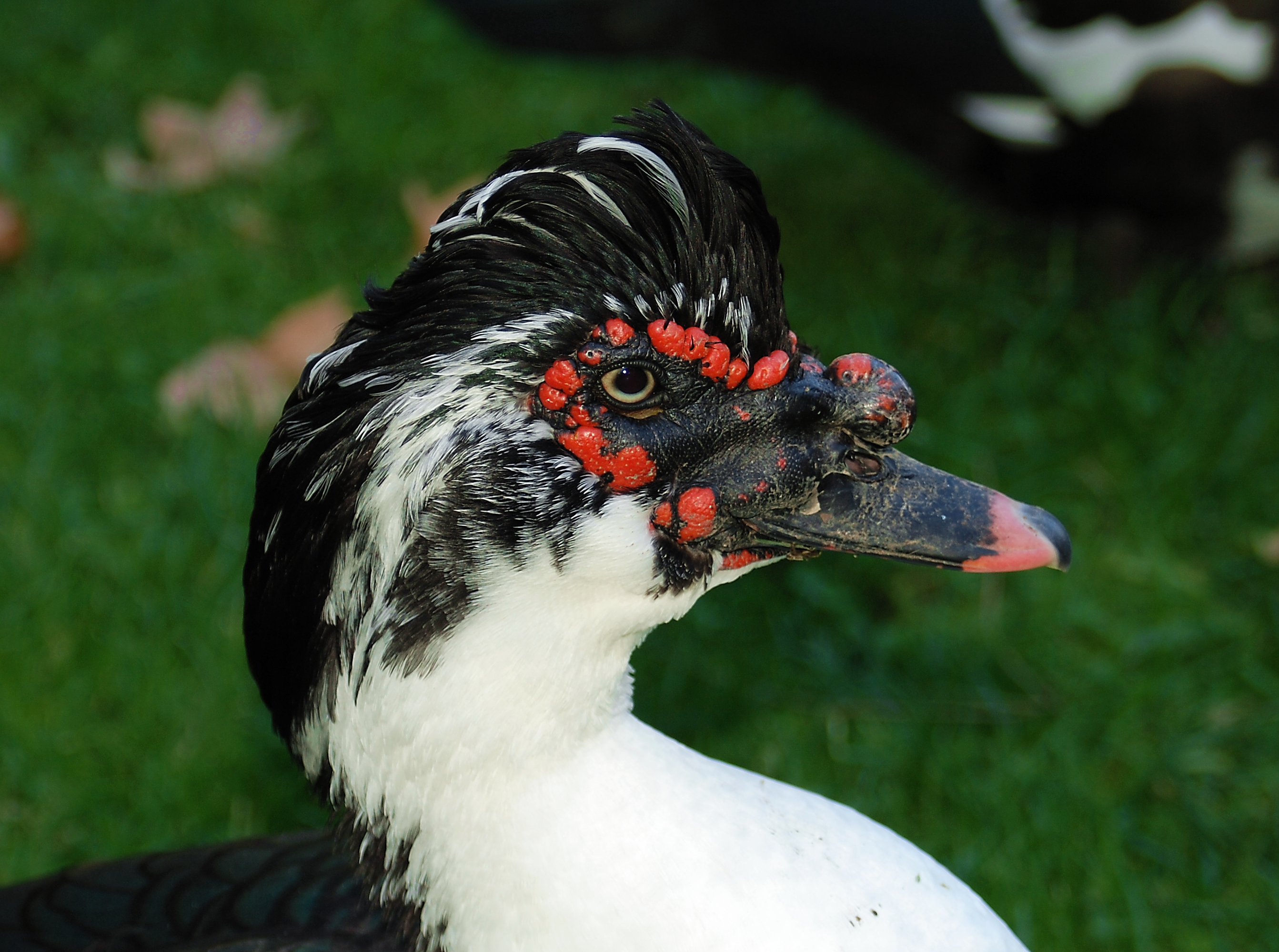
Moschusente

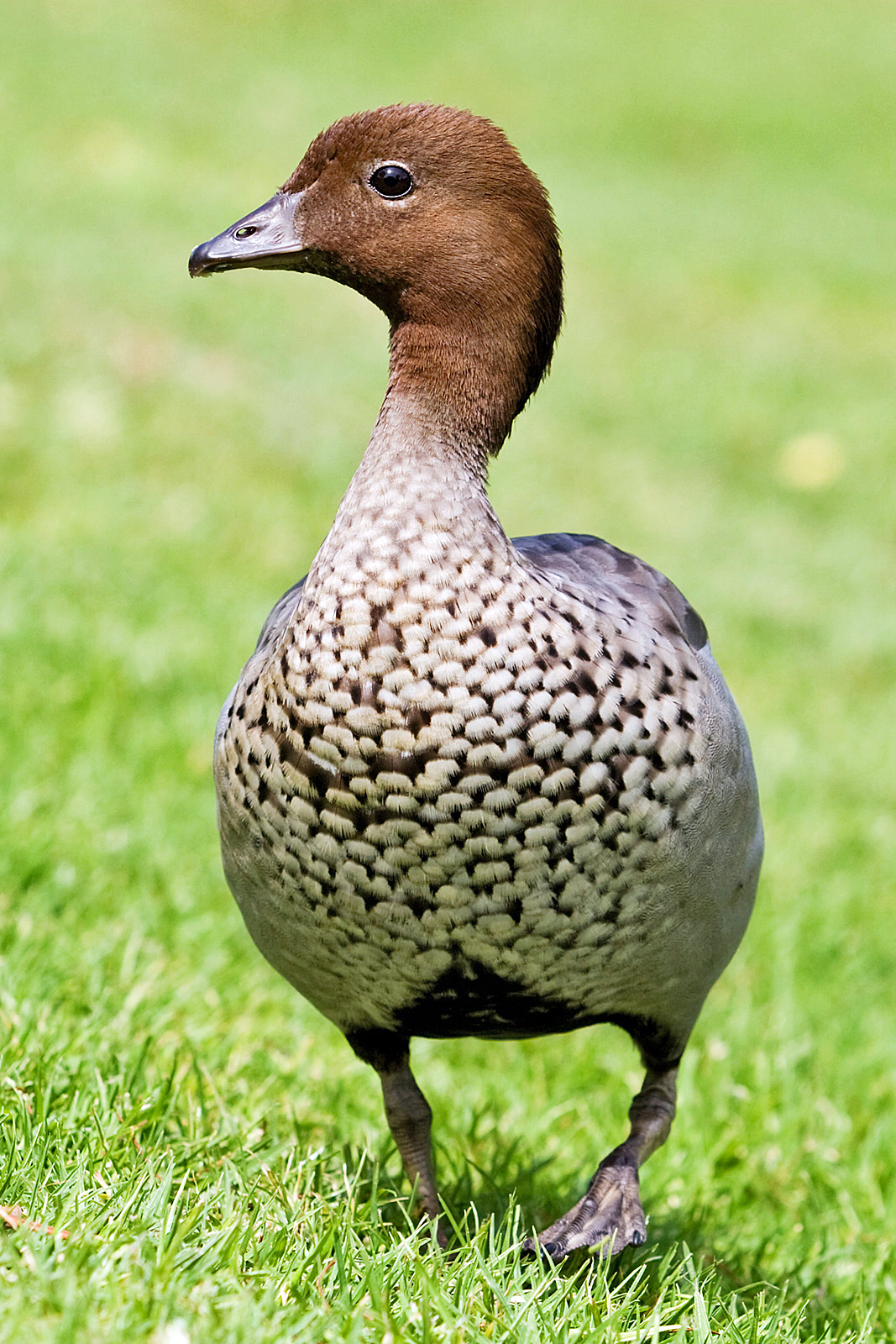
Mähnenente

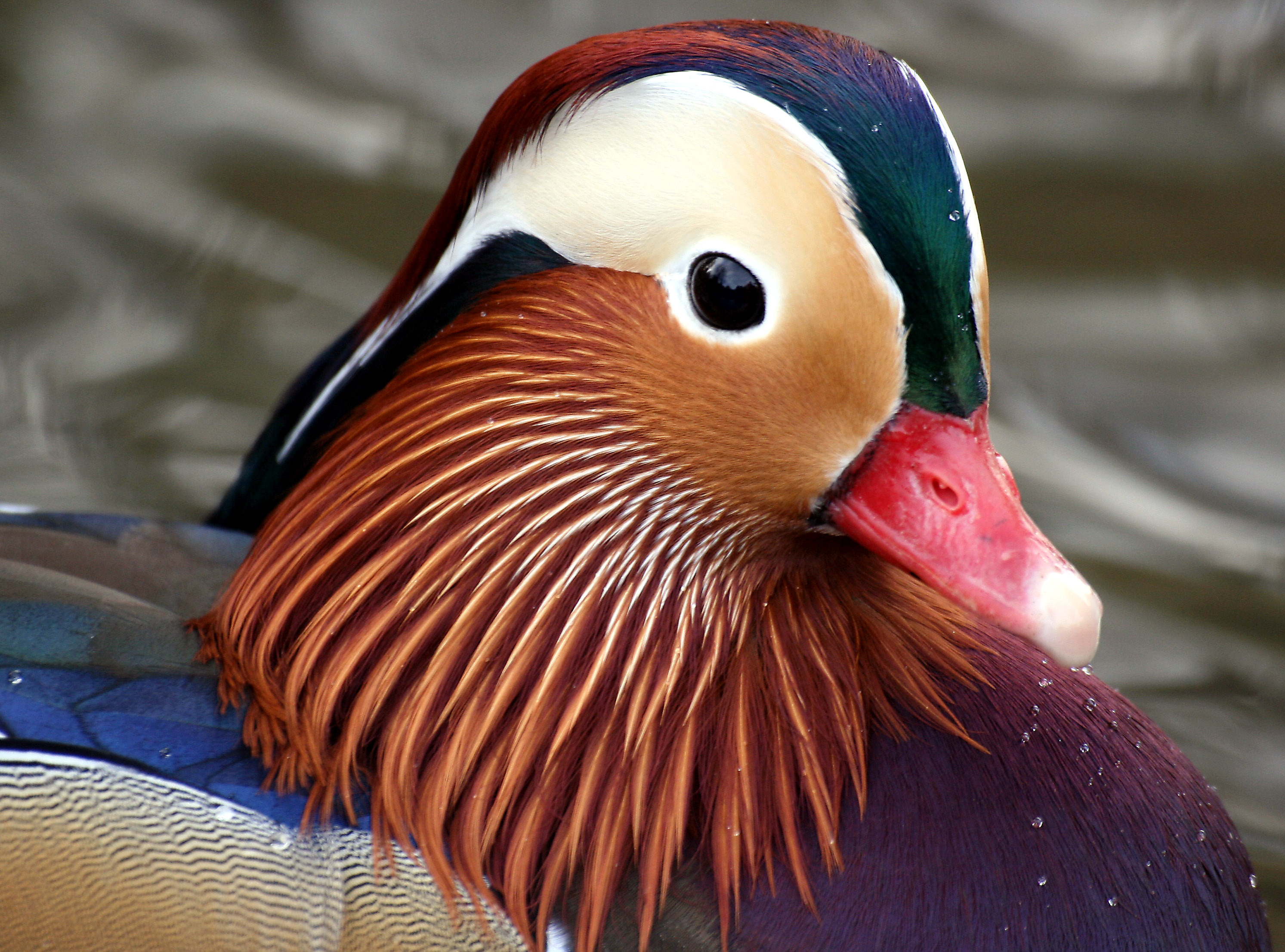
Mandarinente

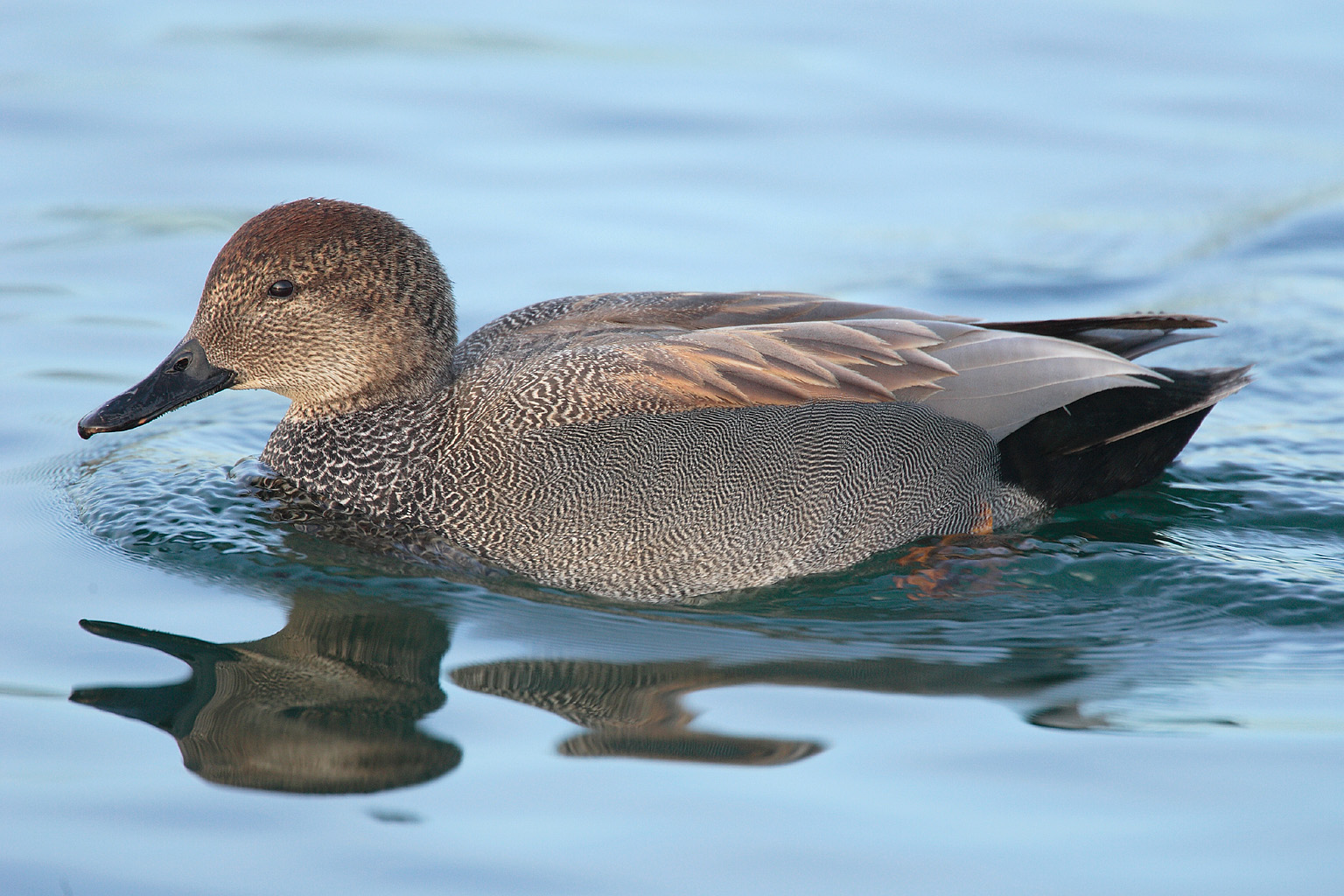
Schnatterente

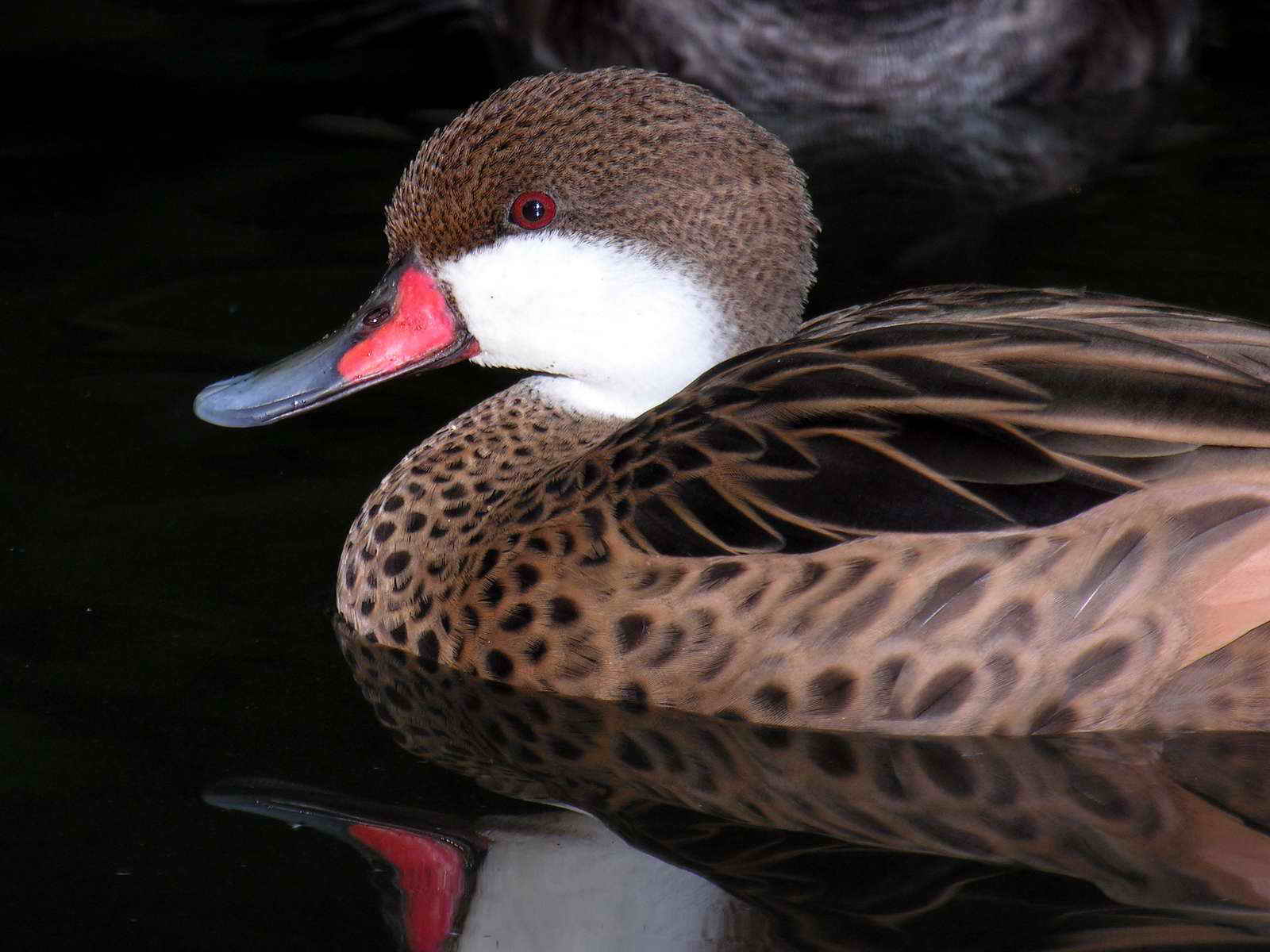
Bahamaente

Die Schwimmenten (Anatini), auch Gründelenten genannt, sind die artenreichste Tribus der Entenvögel (Anatidae). Zu ihnen zählt die Stockente – die Stammform der Hausente und die bekannteste aller Enten.

## Merkmale
Typischerweise sind männliche Schwimmenten sehr prächtig, weibliche hingegen unscheinbar in Brauntönen gefärbt. Zur Mauser gleichen die Männchen sich in der Färbung kurzzeitig den Weibchen an. Ausnahmen davon stellen die tropischen Entenarten dar, die häufig keinen saisonalen Dimorphismus aufweisen. Bei diesen ist der Geschlechtsdimorphismus häufig nicht stark ausgeprägt. Beispiele dafür sind Rotschnabelente, Bernierente und Laysanente. Das Phänomen kommt, wenn auch selten, auch bei Entenarten vor, deren Verbreitungsgebiet in kalten Klimazonen liegt. Ein Beispiel dafür ist die Kerguelenente, die subantarktische Inseln im Pazifik besiedelt. 

## Verbreitung und Lebensraum
Schwimmenten sind auf allen Kontinenten außer Antarktika und in allen Klimazonen von der Arktis bis in die Tropen verbreitet. Alle Arten bewohnen das Süßwasser, nur auf dem Zug gelangen manche Arten auch an die Küsten. Wegen ihrer gründelnden Ernährungsweise sind sie auf flache Gewässer angewiesen.

## Lebensweise
Die Nahrung der Schwimmenten sind Samen, Wasserpflanzen und wirbellose Tiere, die entweder von der Wasseroberfläche oder gründelnd aus dem Gewässergrund bezogen werden. Die von Schwimmenten am häufigsten verzehrten Tiere sind Mückenlarven, Wasserkäfer, Köcherfliegenlarven, Libellenlarven, Wasserwanzen und Eintagsfliegenlarven, daneben zu einem geringeren Anteil auch Schnecken und Wasserflöhe.
Schwimmenten können tauchen, nutzen diese Fähigkeit aber sehr selten. Beim Gründeln ragt nur das Hinterende aus dem Wasser, während der Vogel im Grund nach Fressbarem sucht. Eine Ausnahme sind die Pfeifenten, die hauptsächlich an Land ihre Nahrung suchen und nach Gänseart Gräser und Kräuter fressen. Die Löffelenten haben einen umgebildeten Schnabel, dessen feine Lamellen auf die Ernährung von Plankton spezialisiert sind.
Wie die meisten Entenvögel sind Schwimmenten monogam, allerdings nur bis zum Ende der Brutzeit. So verlässt der Erpel der Stockente das Weibchen kurz nach dem Legen der Eier.

## Systematik
Früher wurden die Glanzenten als eigene Tribus neben die Schwimmenten gestellt; sie sind inzwischen aufgelöst und in die Schwimmenten integriert. Dagegen sind einige abweichende Gattungen nicht mehr Teil der Schwimmenten (siehe Systematik der Entenvögel).
Folgende Gattungen und Arten werden nach Kear 2005 und Gonzalez et al. 2009 zu den Entenvögeln gerechnet. Die Einteilung in Subtribus richtet sich nach Livezey 1991:
- Subtribus Cairinina
  - Gattung Cairina
    - Moschusente, Cairina moschata

  - Gattung Asarcornis
    - Weißflügelente, Asarcornis scutulata (manchmal auch zu Cairina gerechnet)

  - Gattung Pteronetta
    - Hartlaubente, Pteronetta hartlaubii

  - Gattung Aix
    - Brautente, Aix sponsa
    - Mandarinente, Aix galericulata
- Subtribus Nettapodina
  - Gattung Chenonetta
    - Mähnenente, Chenonetta jubata

  - Gattung Zwergenten, Nettapus
    - Schmuckzwergente, Nettapus auritus
    - Koromandelzwergente, Nettapus coromandelianus
    - Smaragdzwergente, Nettapus pulchellus
- Subtribus Anatina
  - Gattung Amazonetta
    - Amazonasente, Amazonetta brasiliensis

  - Gattung Eigentliche Enten (Anas) (30 Arten)
  - Gattung Callonetta
    - Rotschulterente, Callonetta leucophrys

  - Gattung Lophonetta
    - Schopfente, Lophonetta specularioides

  - Gattung Mareca
    - Kanadapfeifente (Mareca americana)
    - Sichelente (Mareca falcata)
    - Amsterdamente (Mareca marecula), ausgestorben
    - Pfeifente (Mareca penelope)
    - Chilepfeifente (Mareca sibilatrix)
    - Schnatterente (Mareca strepera)

  - Gattung Sibirionetta
    - Gluckente (Sibirionetta formosa)

  - Gattung Löffelenten (Spatula)
    - Zimtente (Spatula cyanoptera)
    - Löffelente (Spatula clypeata)
    - Blauflügelente (Spatula discors)
    - Pünktchenente (Spatula hottentotta)
    - Halbmond-Löffelente (Spatula rhynchotis)
    - Kaplöffelente (Spatula smithii)
    - Fuchslöffelente (Spatula platalea)
    - Punaente (Spatula puna)
    - Knäkente (Spatula querquedula)
    - Silberente (Spatula versicolor)

  - Gattung Speculanas
    - Kupferspiegelente, Speculanas specularis